# New Yorks storstadsregion

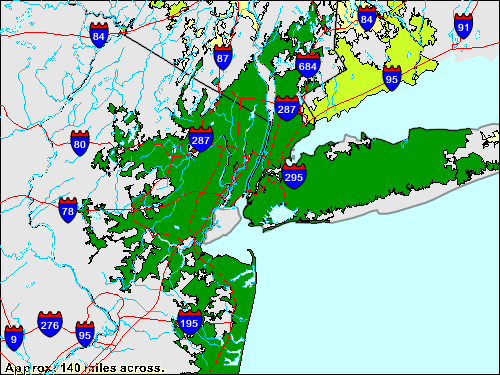
Tätortsområdet New York urban area utgör den centrala tätbebyggda delen av New Yorks storstadsregion.

New Yorks storstadsregion (formellt definierad av amerikanska federala myndigheter som New York-Newark-Jersey City Metropolitan Statistical Area) är den folkrikaste storstadsregionen i USA och består av staden New York, nedre delen av Hudson Valley samt Long Island i delstaten New York, delar av delstaten New Jersey samt Pike County i delstaten Pennsylvania.

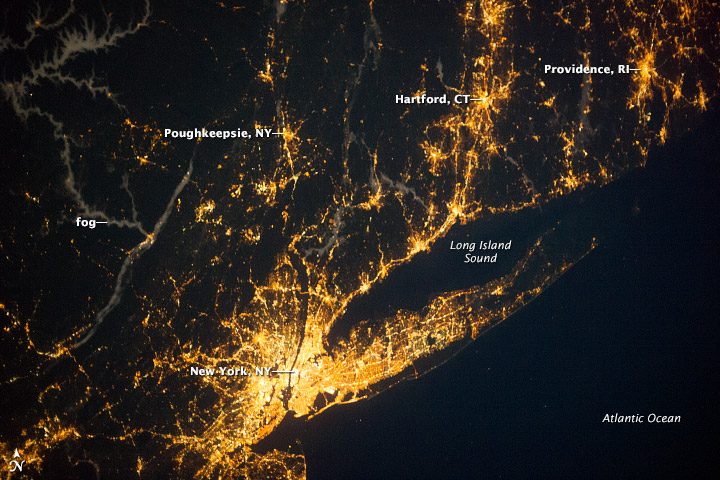
Satellitbild över regionen på natten.

Folkmängden uppskattades officiellt till 20 182 305 invånare 2015 av United States Census Bureau.

## Definitioner

### Metropolitan Statistical Area (storstadsområde)
I storstadsregionen New York–Newark–Jersey City, NY–NJ–PA Metropolitan Statistical Area uppgick den totala befolkningen till 19 831 858 invånare vid 2010 års folkräkning, men uppskattades ha nått 20 182 305 invånare enligt preliminära siffror 2015. I storstadsregionen ingår följande delregioner och countyn:
- New York–Jersey City–White Plains (New York City med tätbebyggda områden i södra Hudson Valley och längs norra Jersey Shore, 11 732 233 inv.)
  - New York City med:
    - Kings County, New York (Brooklyn)
    - Queens County, NY (Queens)
    - New York County, NY (Manhattan)
    - Bronx County, NY (Bronx)
    - Richmond County, NY (Staten Island)

  - Westchester County, NY (omfattar bland annat städerna Yonkers, Mount Vernon, New Rochelle och White Plains)
  - Bergen County, New Jersey (med Hackensack och Teaneck)
  - Hudson County, NJ (med Jersey City, Union City, Bayonne, North Bergen, Hoboken och West New York)
  - Middlesex County, NJ (med New Brunswick och Perth Amboy)
  - Monmouth County, NJ (med Long Branch)
  - Ocean County, NJ (med Toms River och  Lakewood)
  - Passaic County, NJ (med Paterson, Clifton och Passaic)
  - Rockland County, NY
  - Orange County, NY (med Middletown och Newburgh)
- Nassau County–Suffolk County (mellersta och östra Long Island, 2 875 904 inv.)
  - Suffolk County (med Huntington, Hempstead, Brookhaven, Riverhead, Southampton och East Hampton)
  - Nassau County med (Glen Cove och Long Beach)

- Dutchess County-Putnam County, New York (östra Hudson Valley, 397 198 inv.)
  - Putnam County (med Carmel och Southeast)
  - Dutchess County (Poughkeepsie med förorter)
- Newark (med norra New Jersey, 2 126 269 inv.)
  - Essex County, New Jersey (med Newark och East Orange)
  - Union County, NJ (med Elizabeth, Linden och Plainfield)
  - Morris County, NJ (med Parsippany-Troy Hills)
  - Somerset County, NJ
  - Sussex County, NJ
  - Hunterdon County, NJ
  - Pike County, Pennsylvania

### Combined Statistical Area (kombinerat statistiskt område)

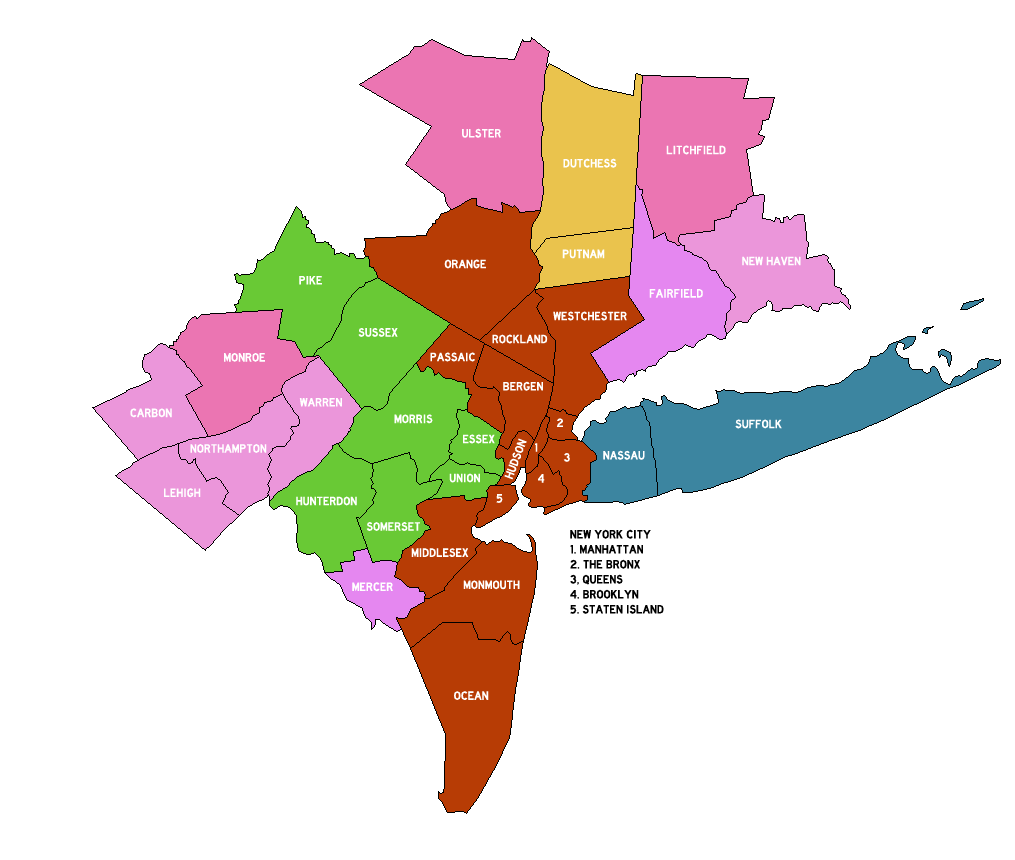
Countyn i New York–Newark, NY–NJ–CT–PA Combined Statistical Area
New York–Jersey City–White Plains region
Dutchess County–Putnam Countys region
Nassau County–Suffolk Countys region
Newarks region
Angränsande countyn som ingår i som regioner i New York-Newark, NY–NJ–CT–PA Combined Statistical Area

En Combined Statistical Area (CSA) definieras av federala myndigheter som flera angränsande storstadsområden som ekonomiskt är sammanbundna genom en hög grad av arbetskraftspendling, gemensam marknad för tjänster med mera. New Yorks utvidgade storstadsområde, New York-Newark, NY-NJ-CT-PA Combined Statistical Area hade en uppskattad befolkning på 23,7 miljoner 2014 enligt United States Census Bureau, vilket är omkring en femtondel av hela USA:s befolkning. Området kallas ofta "Tri-State Area" eller "Tri-State Region", syftande på New York, New Jersey och Connecticut, medan Pennsylvania inte i samma grad associeras i dagligt tal med storstadsregionen. 
Förutom ovan listade counties i New Yorks storstadsregion ingår även följande sju regioner med tillhörande countyn i New York-Newark, NY-NJ-CT-PA Combined Statistical Area (hela respektive regions totala befolkning inom parentes):
- Bridgeport–Stamford–Norwalk, Connecticut (916 829 inv.)
  - Fairfield County
- New Haven–Milford, Connecticut (862 477)
  - New Haven County, Connecticut
- Allentown-Bethlehem-Easton (821 173)
  - Warren County, New Jersey
  - Carbon County, Pennsylvania
  - Lehigh County, Pennsylvania
  - Northampton County, Pennsylvania
- Trenton, New Jersey (366 222)
  - Mercer County
- Torrington, Connecticut (189 927)
  - Litchfield County
- Kingston, New York (182 693)
  - Ulster County
- East Stroudsburg, Pennsylvania (169 842)
  - Monroe County, Pennsylvania